# 락까 전역 (2016년~2017년)
락까 전역 (암호명 유프라테스의 분노 작전)은 라카 주에서 이슬람 국가의 수도인 락까를 포위하고 궁극적으로 점령하는 것을 목표로 하는 시리아 민주군 주도 동맹군의 전투이다. 시리아 민주군은 다른 주요 목표를 달성하였으며 타브카 댐을 점령하고, 알타우라를 탈환하였으며 유프라테스강 하류의 바스 댐도 점령하였다. 이 전투는 이라크군이 주도하는 모술 전투와 동시에 진행되고 있는 전투이다.

## 배경
2016년 10월 말, 미국 국방부의 애슈턴 카터는 이라크에서 진행 중인 모술 전투와 동시에 락까에서의 공세를 요청했다. 그는 락까 주위에서 단독 작전을 펼치기 위해 미국은 동맹국과 협조하고 있는 중이라고 말했다. 2016년 10월 26일 터키 대통령 레제프 타이이프 에르도안은 미국 대통령 버락 오바마에게 전화해 계획된 작전에 인민수호부대가 참여하지 않기를 원하며 그 대신 터키 육군이 개입하겠다고 밝혔다. 영국의 국방부 장관인 마이클 팰컨은 비아랍계 병력이 공세에 참여하는 것을 거부하고 순수한 아랍 병력이 참여할 것을 요구했다.
같은 날 CJTF–OIR의 사령관 스티븐 J. 타운센드는 인민수호부대 주도의 시리아 민주군만이 가까운 시일에 락까를
점령할 수 있는 유일한 무장 단체임을 강조했다. 몇몇 동맹군은 그 이후 모술 전투에 참여할 것임을 밝혔다. 11월 3일 셀주크 여단의 사령관이자 SDF의 대표인인 탈랄 실로는 작전에서 터키의 참전을 거부했다.
모술 전투가 이라크에서 시작된 이후 ISIL 전투원 20,000명이 도시를 떠나 락까로 도주하여 ISIL의 사실상 수도인 락까에 주둔하던 병력이 늘어나게 되었다.

## 선전포고
시리아 민주군은 아인 이사라는 마을에서 11월 6일 공식적으로 작전의 시작을 선포했다. 작전은 두 가지 목표를 설정하고 진행되었는데, 첫번째는 락까 주변의 도시를 점령하여 락까를 고립시킨 후 세 방향으로 나뉘어 진격하고 도시 전체를 점령한다는 계획이었다. SDF의 사령관은 ISIL에 맞서는 국제 동맹군에게 작전의 도움을 요청했다. 이에 미국의 애슈턴 카터는 선전포고를 환영하며 락까 점령의 중요성과 ISIL 격퇴를 강조하면서도 "그 앞에는 어려운 일이 있을 것이다"라고 주의를 주기도 했다.
시리아 민주군은 3만에서 4만명의 병력이 참전했다. 핵심전력은 인민수호부대(YPG)이다. 인민수호부대(YPG)는 5만명 규모의 쿠르드족 민병대인데, 절반이 이번 작전에 참여했다. 미군 특수부대 900명과 미 해병대 1개 포병 포대(155mm M777 곡사포 6문)가 지원했다.

## 공세

### 1차 전선: 북부 전선

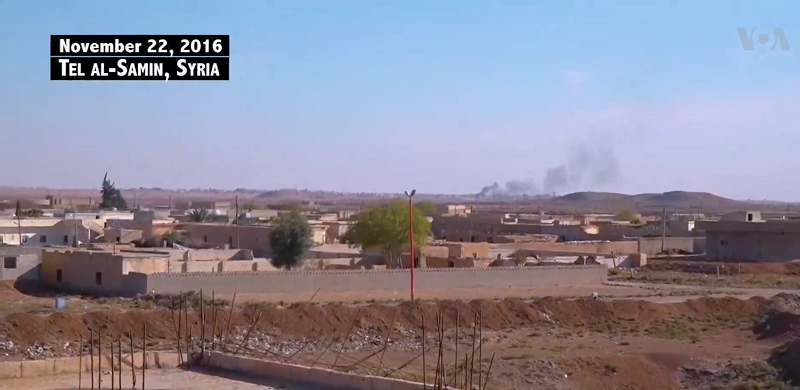
2016년 11월 22일 시리아 민주군이 정복한 직후의 탈 사만 전경. 원래는 ISIL의 거점이었다.

11월 6일, 시리아 민주군은 아인 이사 남동쪽 남부의 마을 6개를 점령했고, 이 마을에는 와히드, 움사파, 와시타, 하란, 알아드리야, 주라 등이 포함되어 있었다. ISIL은 공격 첫날 4대의 차량 폭탄으로 공세를 저지하려 시도했다. 11월 8일 시리아 민주군은 아인 이사 근처 11개 마을을 수중에 넣었다고 보고했다. 그들은 또한 ISIL이 그들 병력에 맞서 몇몇 개의 차량 폭탄을 설치했다고 주장했다. 11월 11일, 시리아 민주군은 12개 이상의 마을을 점령했으며 전략적으로 중요한 지역인 알히스바를 탈환했다. 알히스바는 ISIL의 지역 본부 및 사령부 역할을 했던 곳이었다. 다음날, 시리아 민주군은 탈 사만과 크네츠 지역을 향해 진격하며 26개의 농장과 마을을 점령했다.
11월 14일, 시리아 민주군은 작전의 초기 단계를 완성하였다고 보고하였다. 시리아 민주군은 50km2의 영토를 획득했고, 34개의 마을과 31개의 촌락, 그리고 7개의 고지를 점령하며 16명의 ISIL 병사들을 사살했다. 시리아 민주군은 락까 북부에서 가장 큰 마을이자 ISIL 본부가 있는 탈 사만을 포위하기 시작했다. ISIL은 이에 맞서 시리아 민주군의 병력을 분산시키고 새로운 전선을 펼치려는 목적으로 락까 주 동부의 살로크에 반격 작전을 시작했다. 다음 날 시리아 민주군은 탈 사만에 진입하여 격전을 치르게 되었다. 이 와중에도 다른 시리아 민주군은 10개의 마을을 추가로 점령했다. 11월 16일 ISIL 병사들이 철수한 이후 시리아 민주군은 탈 사만을 완전히 점령했다.

### 진격 지체와 2차 전선 준비

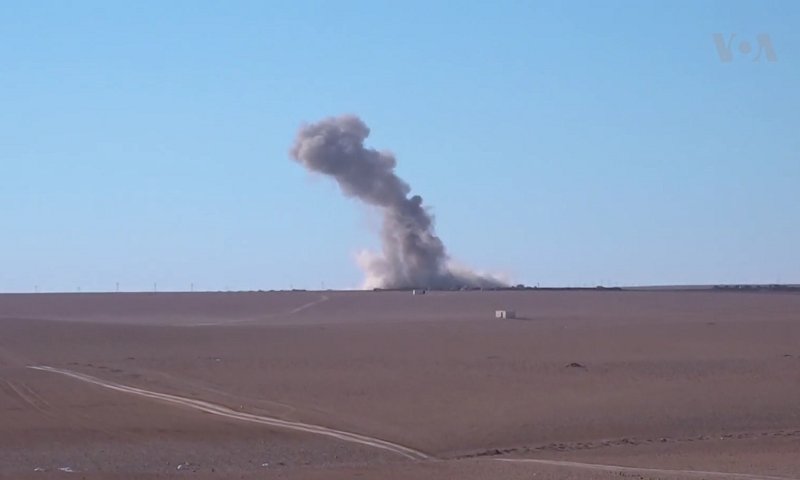
미국 공군이 락까 북부에서 이슬람 국가의 거점에 공습을 가하고 있다.

2차 전선은 락까의 완전한 차단을 목표로 삼고 있었다. 11월 21일, 시리아 민주군은 2개의 마을을 점령했고, ISIL은 탈 사만에서 반격을 개시했다. 다음 며칠 간, 시리아 민주군은 알카리타 등지에서 진격을 시도했으나, ISIL이 구축한 탈 사만 남쪽의 방어선을 돌파할 수 없었다. 11월 24일, 미국
비전투요원이 급조폭발물을 밟아 생긴 부상으로 사망했다.
11월 25일, ISIL은 폭발물 전문가와 탈퇴한 이라크 군인들을 이라크에서 받아들여 라카에 주둔하는 전력을 보충했다. 다음 날, ISIL은 반격을 개시해 칼타 마을과 인근 수력발전소를 점령했고, 시리아 민주군은 마을 인근으로 진격을 시도했다. 샤를리 에브도 테러와 관련 있는 ISIL 사령관 부바케르 알하킴이 11월 26일 미군 공습으로 사망한 것으로 보고되었다. 그러나 이라크군은 2017년 4월 그가 여전히 살아있을 지도 모른다고 밝혔다.
11월 27일, 시리아 민주군은 공세의 2차 전선이 개시될 것이라고 밝혔지만, 이것은 지연되고 있었다. 11월 29일, 새로 시작된 전투에서 5명의 시리아 민주군 요원들이 사망했다. ISIL은 이들리브에 있는 알누스라 전선에 참여하기 위해 2명의 고위급 사령관이 도망친 것으로 알려졌다. 12월 4일 동맹군의 락까 드론 공습으로 2명의 ISIL 지도자가 사망했고, 이들은 2015년 11월 파리 테러와 2016년 브뤼셀 폭탄 테러에 연관된 사람들이었다. 3일 후, 시리아 민주연합당의 살리흐 무슬림은 락까를
포위하는 1차 전선이 거의 완료되었고, 락까 주에서 온 1,000여 명의 남녀 대원으로 구성된 새로운 아랍 여단이 12월 10일 개시될 2차 전선에 참여하기 위해 시리아 민주군에 합류했다고 말했다. 반 ISIL 동맹으로부터 훈련받고 무장한 1,500명 이상의 아랍 전투원들이 시리아 민주군이 개시하는 2차 전선에 참여했다.

### 2차 전선: 서부 전선

#### 초기 진격

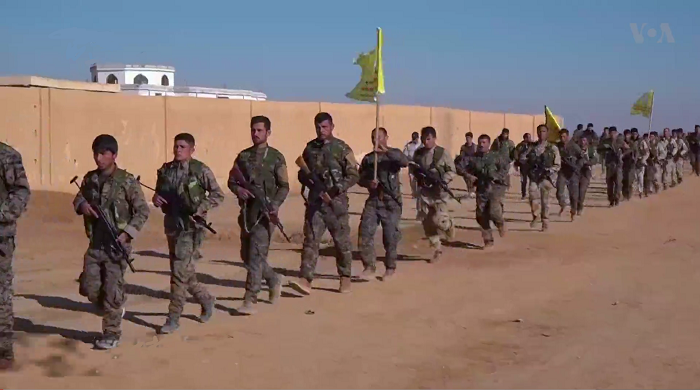
시리아 민주군 전투원들이 락까 북서쪽으로 진격하고 있다. 이 진격은 공세의 2차 전선이 시작된 직후에 벌어졌다.

시리아 민주군은 12월 10일 2차 전선을 시작했으며, 목표는 락까의 북서부 및 서부 교외를 장악하고 궁극적으로는 타브카 댐에 도달하는 것이었다. 같은 날, 시리아 미래 운동과 락까 혁명전선, 새로 창설된 데이르에조르 군사평의회 등으로 구성된 아랍계 시리아 민주군 부대들이 전투에 참여할 것으로 알려졌다. 시리아 민주군은 공세 첫째 날 티시린 댐 남쪽으로 진격을 시작하였고, 알키라디 마을을 점령했다. 미국은 시리아 민주군을 돕기 위해 200명의 병사들을
추가로 파견할 것이라고 선언했다. 다음 날 시리아 민주군은 ISIL로부터 7개의 마을을 추가로 탈환했다. 12월 12일, 시리아 민주군은 티시린 댐 남쪽의 감제고지 여러 개와 4개의 마을을 추가로 점령했다. 시리아 민주군은 이후 이틀 간 5개의 마을을 점령했다. 12월 15일, 시리아 민주군은 3개의 마을을 점령했고, 이로써 2차 전선 초기에 20개의 마을을 점령하게 되었다.
이후 4일 간, 시리아 민주군은 20개의 마을을 추가로 점령했고 아사드 호에 도달하게 되었는데 이 무렵 이들은 서쪽에 위치한 54개의 ISIL 점령 마을들을 차단하고 포위하는데 성공했다. 영토 손실에 대응해 ISIL은 공세를 방해하기 위해 시리아 민주군과 그들이 점령한 영토에 대해 자살 테러를 더 많이 감행하게 되었다. 12월 19일, ISIL은 북서쪽 교외에 위치한 4개의 마을을 되찾기 위해 반격을 개시했지만, 공격은 몇 시간 후 격퇴되었다. 다음 날 밤, ISIL 병력은 포위된 54개의 마을에서 교전 없이 대규모로 철수했고, 시리아 민주군이 이를 점령하는 것을 허용했다. 시리아 민주군은 그들이 2차 공세 기간 동안 전체적으로 97개의 마을을 점령했으며 카라트 자바르를 향해 진격을 시작했다고 선언했다.

#### 자바르 전투

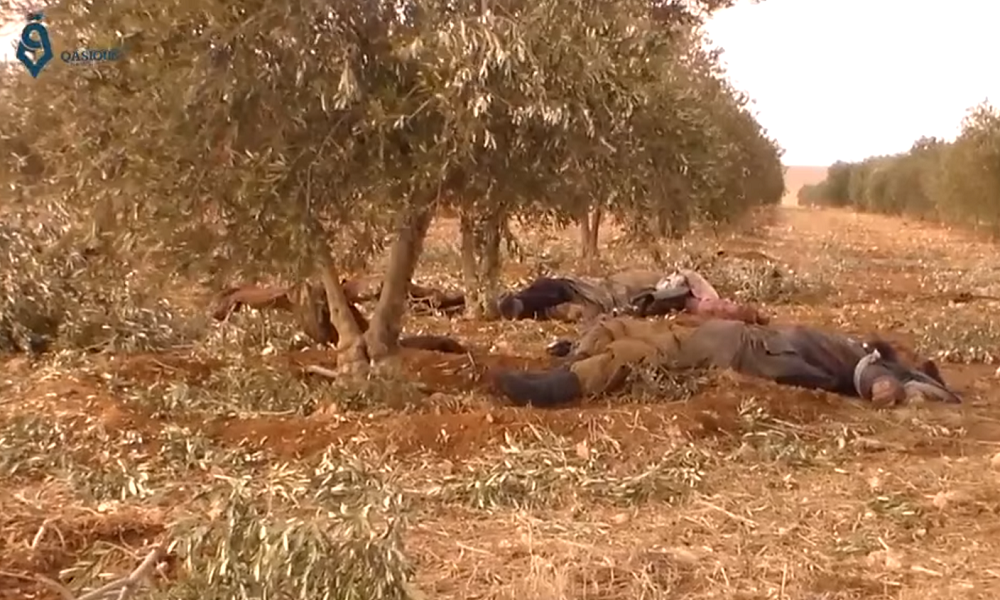
마흐무들리 인근에서 죽은 ISIL 전투원들

12월 21일, 시리아 민주군은 카라트 자바르 인근의 5개의 마을을 점령했고, 이 중에는 자바르도 포함되어 있었다. 자바르는 북서쪽 교외에 위치한 ISIL의 주요 무기 저장소이자 보급 중심지 역할을 하고 있었다. 동맹군은 이후 수와디야 사그리라와 수와디야 카비르로 진격을 개시했는데, 이 마을들은 타브카 댐으로 가는 길에 위치한 마지막 마을들이었다. ISIL의 반격이 자바르 마을을 탈환하기 위함이었음에도 불구하고, 시리아 민주군은 12월 23일 공격을 재개하여 다시 한 번 자바르 지역의 통치권을 획득했고, 다른 마을 1개를 추가로 점령했다. 이것은 ISIL이 또 다른 반격을 개시하는 계기가 되었으며, 반격에는 자살 폭탄 차량도 동원되었다. 이 결과로 12월 24일 아침까지 ISIL과 시리아 민주군이 전선에 위치한 마을들을 두고 치열한 전투를 벌였다. ISIL의 병력들은 시리아 민주군이 처음 포격을 시작한 이후 그들의 거점으로 들어오자 결국 철수할 수 밖에 없었으며 시리아 민주군은 자바르 대부분 지역과 2개의 마을에 대한 통제권을 확보했다. 그러나 몇몇 ISIL의 잔당들이 자바르에서 저항했다.
ISIL은 동부 자바르의 전략적 요충지에서 다음 날 쫓겨났으며, 시리아 민주군은 타브카 댐으로부터 5km 떨어진 지역까지 도달하게 되었다. 12월 26일, 시리아 민주군은 자바르 마을 중심부를 장악했으며 ISIL의 마지막 방어자들을 격전 끝에 마을에서 축출되었다. ISIL이 마을에 반격을 개시했지만 실패했고, 공격을 주도한 아부 잔달 알쿠웨이티는 미군의 공습으로 사망했다. 압둘무신 알자그헤란 알타리시로도 알려진 알쿠웨이티는 시리아 민주군에 맞서 락까 지역 전체의 방어를 맡고 있는 ISIL의 고위급 사령관이었다. 한편, 아마크 뉴스보도국은 시리아에서 활동하는 인도인 ISIL 전투원인 이만 나임 탄딜 또한 자바르 인근에서의 전투 중 사망했다고 밝혔다. ISIL의 공식 언론 또한 이만의 죽음에 대해 보도했다.

#### 자바르 교외전

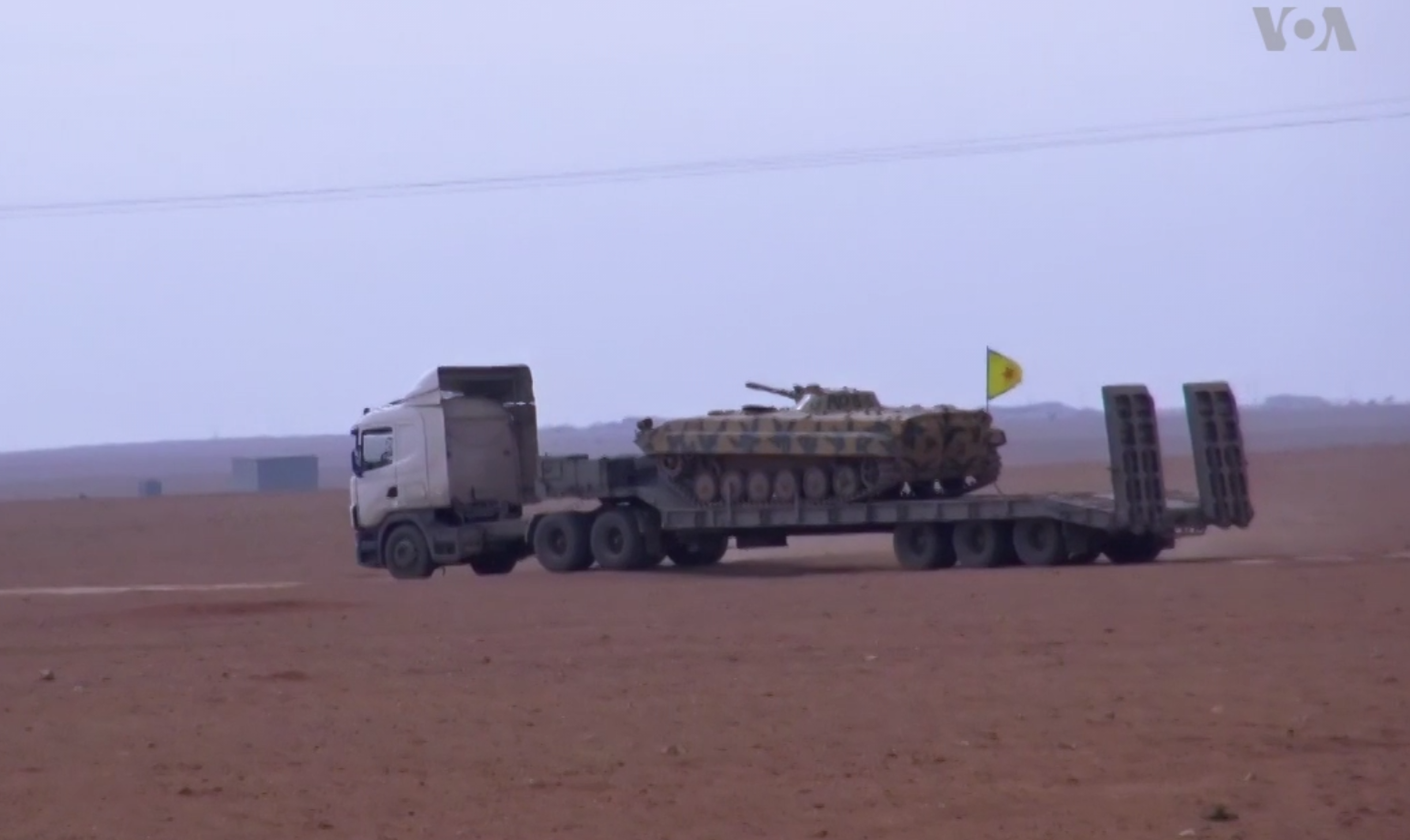
YPG가 BMP을 트럭에 싣고 있다.

##### 4주차
2017년 1월 17일, 락까에서 온 28개의 아랍 부족이 공세에 대한 지지를 선언했고, 지역 주민들에게 시리아 민주군에 참여할 것을 독려했다.
시리아 민주군은 다음 날 수와이디야 카비르를 공격했고, 마을에서 격전이 벌어졌다. 한편, 지역 주민 2,500명이 공세가 시작된 이래로 전투원으로써 공세에 참여했다고 알려졌다. 1월 19일, ISIL은 수와이디야 사그리라에 반격을 개시했고 박격포와 기관총 부대가 이를 지원해 인민수호부대 전투원 몇 명이 사망하거나 부상을 입었다. 이러한 상황에도 불구하고, 시리아 민주군은 다음 날 전투 상황에서 진전을 보여 수와이디야 사그리라를 점령하고 ISIL이 점령하고 있던 수많은 다른 마을들을 향해 진격했다. 시리아 민주군은 1월 20일 수와이디야 카비르를 다시 공격해 마을의 교외 지역에 도달했고 미국 특수부대의 지원 하에 1월 22일 마을을 격전 끝에 점령했다.

### 3차 전선 준비

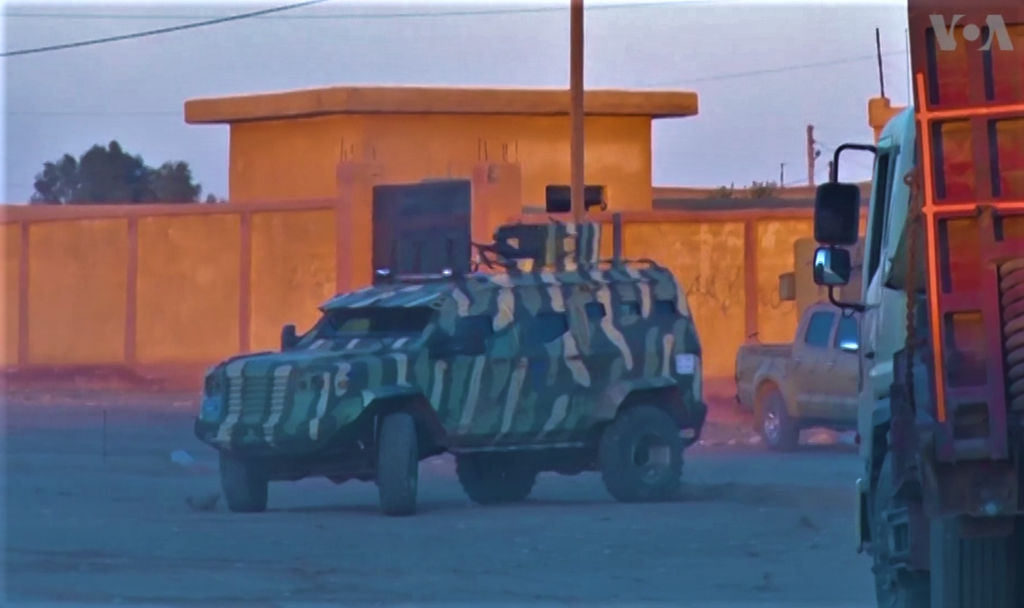
시리아 민주군이 2017년 2월 IAG 가디언즈 장갑수송차를 통해 이동하고 있다. 이것은 미군이 시리아 민주군에 지원해준 장갑수송차 중 하나이다.

2017년 1월 31일 시리아 민주군은 미군으로부터 다수의 장갑수송차를 지원받았다. 시리아 민주군의 대변인은 작전의 새로운 단계를 위한 준비를 이어가고 있으며, 작전은 수일 내 시작될 것이라고 말했다. 한편, 시리아 민주군 소속 시리아 미래운동의 지도자인 아흐메트 자르바는 3,000명의 아랍 전투요원들이 그의 지도 하에 미국 특수부대원과 훈련을 받고 있으며 ISIL에 맞서 락까에서의 전투에 파견될 것이라고 선언했다.
2월 2일에서 3일로 넘어가는 야간에 CJTF–OIR의 규모가 큰 공습이 락가 시 인근의 교량에 시행되었고, 지역 송수관을 파괴해 도시에 식수를 공급할 수 없게 되었다. 한편 칼타 마을의 반대편에서 시리아 민주군은 교외 북부 지역으로 진격을 시작했고 이는 11월 동맹군이 성공적으로 끝내지 못한 공격이었다. ISIL의 정비 요원들이 2월 3일 락까의 송수관을 고치려고 했고, 락까의 수자원 보급을 복구했다. 2월 3일 251명의 아랍 전투원이 하사카에서 그들의 훈련을 마치고 시리아 민주군에 합류했다.

## 같이 보기
- 알바브 전투
- 모술 전투 (2016년-2017년)